# Observatorio Astronómico de las Misiones
El Observatorio Astronómico de las Misiones es una institución de investigación astronómica y educativa argentina perteneciente al Centro Educativo Ciencias de la Tierra y el Espacio «Buenaventura Suárez-Carl Edward Sagan-Stephen William Hawking» del Parque del Conocimiento.

## Especificaciones técnicas del telescopio
- Óptica: consta de espejos reflectores tipo Cassegrain.[2]
- Mecánica: el telescopio tiene una montura llamada ecuatorial de horquilla, que toma el tubo y rota paralelo al eje de rotación de la tierra. Esa horquilla está orientada al Polo Sur celeste y la mecánica de movimiento está controlada por servomotores y un programa de computadora que permite no sólo buscar los astros sino también mantener el guiado correcto y luego hacer todo tipo de fotografías u observaciones científicas.[2]
- Accesorios: dos cámaras de alta resolución CCD y CMOS, ambas montadas en la cúpula y que, combinadas con 10 filtros, permiten obtener imágenes estelares con alta definición; oculares de última generación que permiten generar aumentos entre 180 y  250 veces la capacidad del ojo humano.[2]